# 马丁·布拉西尔
马丁·D·布拉西尔（英語：Martin David Brasier，1947年4月12日—2014年12月16日）是一位英国古生物学家和天體生物學家，牛津大学聖艾德蒙學堂教授，2014年获莱尔奖章。